# Nerieae
Nerieae, tribus zimzelenovki. Sastoji se od dva podtribusa s ukupno šest rodova. Poznatiji rodovi su adenijum (s pustinjskom ružom), Alafia, oleandar i strofantus.

## Podtribusi
- Alafiinae Pichon ex Leeuwenb.
- Neriinae Benth. & Hook.f.